# Aram I.

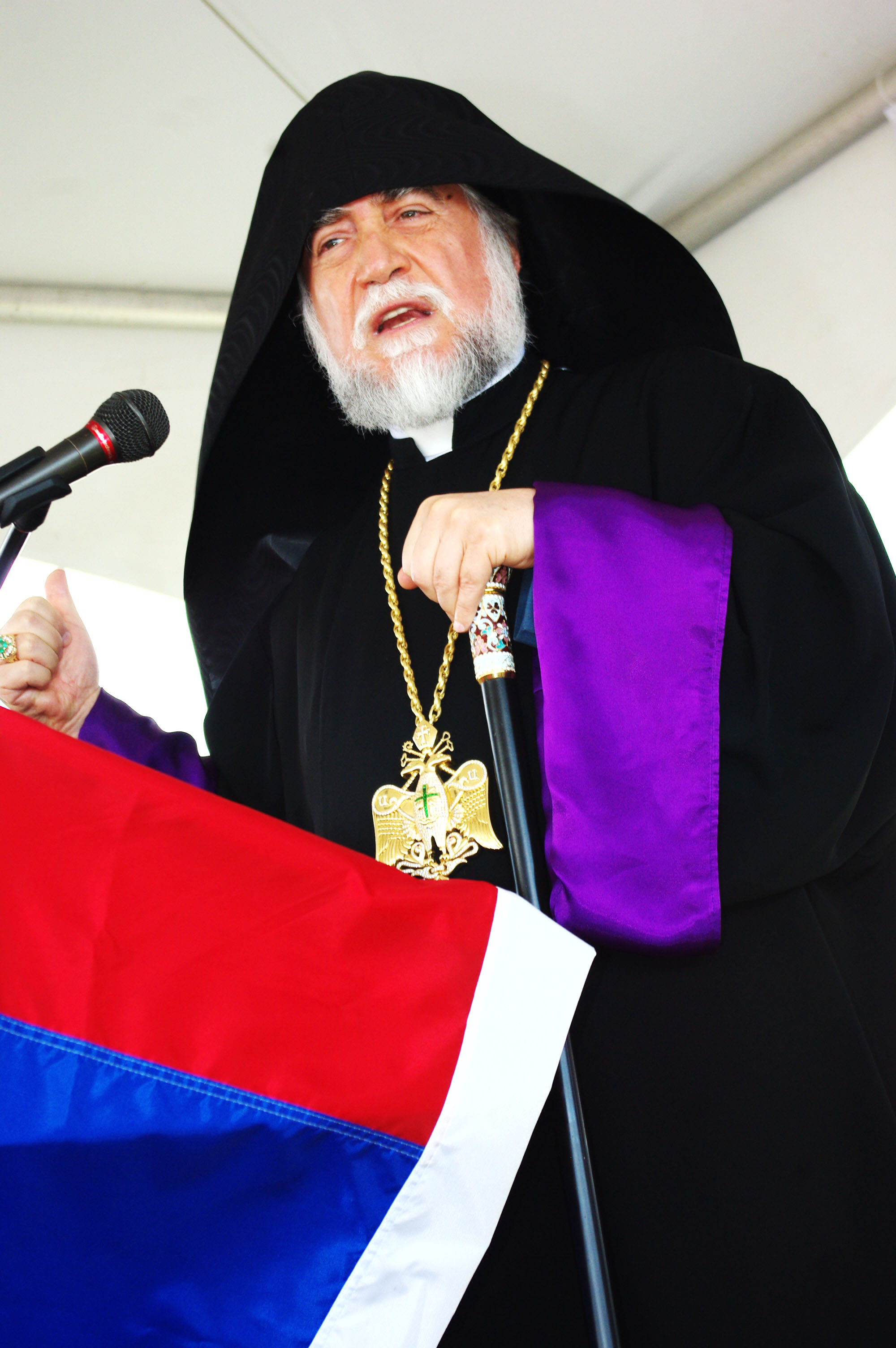
Aram I. (2010)

Aram I. (armenisch Արամ Ա Քեշիշյան; bürgerlich Pedros Keschischjan; * 8. Mai 1947 in Beirut) ist ein Geistlicher der Armenischen Apostolischen Kirche und der derzeitige „Katholikos des Großen Hauses von Kilikien“.

## Leben
Pedros Keschischjan wurde 1947 in Beirut geboren. 1968 wurde er zum Priester geweiht. 1970 erhielt er den Titel des Vartabed, eines Doktors der Theologie der Armenischen Apostolischen Kirche. Während seines Studiums in New York wurde er 1978 zum Vikar der Diözese Beirut bestellt. 1979 wurde er zum Primas des Libanon gewählt; die Bischofsweihe erfolgte am 22. August 1980 in Antelias. Das Bischofsamt trat er mitten im Libanesischen Bürgerkrieg an. Als Primas setzte er sich deshalb für die Aufrechterhaltung kirchlicher Tätigkeiten, wie kirchlicher Schulen, gesellschaftlicher Organisationen sowie lokaler Gläubigengemeinschaften ein. Außerdem unterstützte er die Einheitsbewegung im Libanon. Bischof von Beirut und Primas des Libanon war er bis 1995, als ihn die Wahlsynode (35 Kleriker und 115 Laienvertreter) unter Vorsitz des Katholikos Karekin I. von Etschmiadsin zum Katholikos von Kilikien wählte. Ordination und Inthronisation erfolgten am 1. Juli 1995 durch Katholikos Karekin I. von Etschmiadsin, Patriarch Torkom Manugian von Jerusalem und Patriarch Karekin II. Kazanjian von Konstantinopel.

### Studium
Keschischjan studierte Philosophie, Systematische Theologie sowie die Geschichte der Ostkirchen zuerst im Priesterseminar der Armenischen Apostolischen Kirche im libanesischen Antelias, später auf dem Arab Baptist Theological Seminary der libanesischen Baptisten, der Amerikanischen Universität Beirut, dem Ökumenischen Institut Bossey und schließlich an der Fordham Universität in New York. Schon als Bischof dozierte er am armenisch-apostolischen Priesterseminar in Antelias und der Haigazian-Universität in Beirut, wo er armenische Philologie und Theologie lehrte. Er schrieb zahlreiche wissenschaftliche Arbeiten auf Armenisch, Französisch und Englisch.

### Ökumenische Tätigkeit

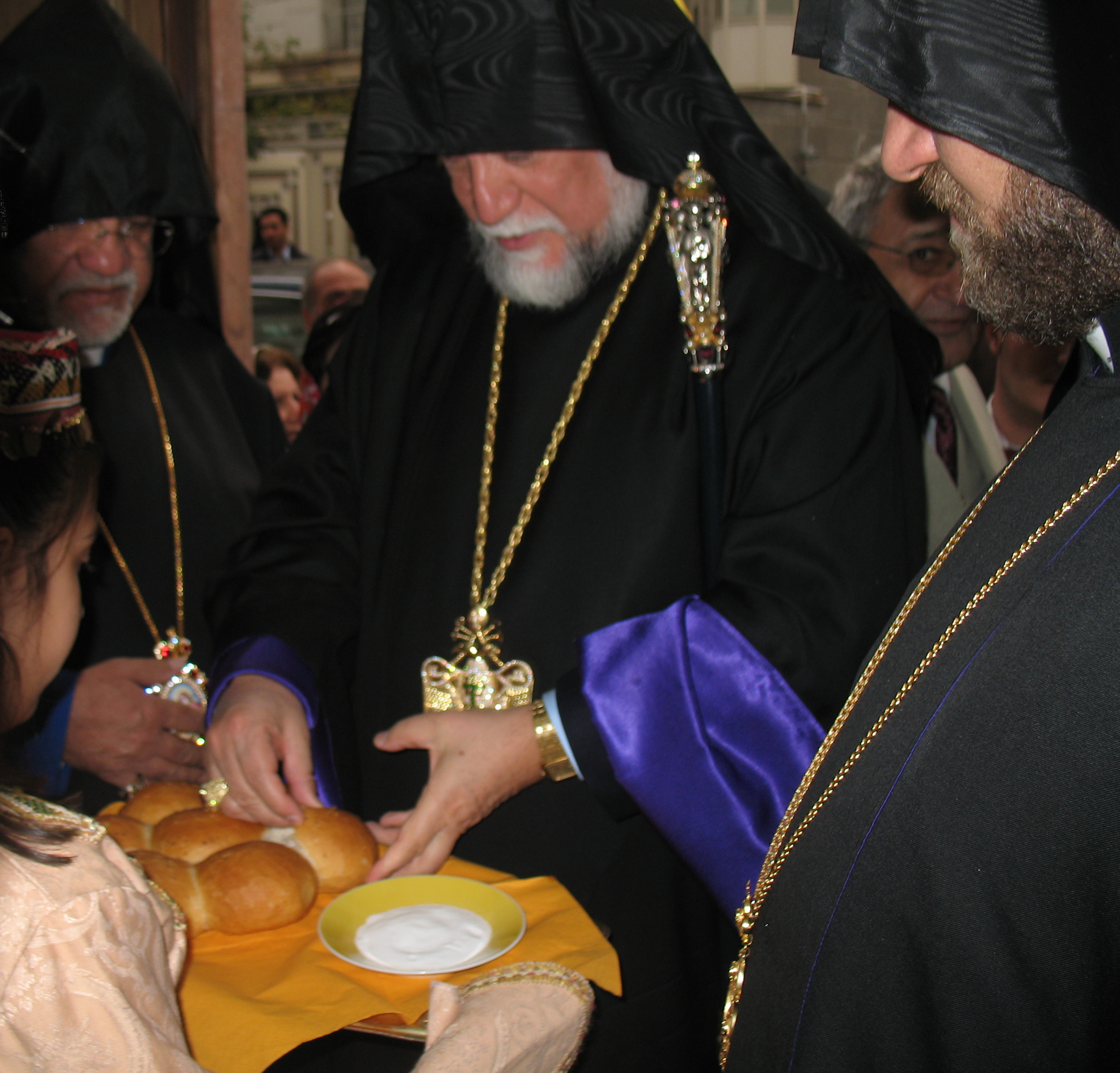
Aram I. (Mitte) mit dem Teheraner Prälaten von St. Sarkis, Sepuh Sargsjan (links), beim Besuch der Wartananz-Kirche in der iranischen Hauptstadt Teheran 2008

1972 wurde Bischof Aram Keschischjan Vorsitzender Sekretär des Katholikats von Kilikien für ökumenische Beziehungen und vertrat das Katholikat in dieser Position auf vielen ökumenischen Treffen. Als Delegierter der Armenischen Apostolischen Kirche nahm er auch an den Vollversammlungen des Ökumenischen Rats der Kirchen in Nairobi 1975, in Vancouver 1983 sowie in Canberra 1991 teil. 1975 wurde er schließlich Mitglied der Kommission für Glauben und Kirchenverfassung des ÖRK und seit 1983 gehörte er dem ständigen Komitee dieser Kommission an. Bei der Versammlung in Vancouver wurde er in das Hauptkomitee des ÖRK gewählt und aus der Versammlung in Canberra ging er als Moderator des Haupt- und Ausführungskomitees hervor und war dabei erster Vertreter der Ostkirche und auch die jüngste Person in diesem Amt. 1998 in Harare wurde er wiedergewählt. Darüber hinaus war Aram Keschischjan Mitbegründer des Rats der Ostkirchen 1974 und Mitglied des dazugehörigen Ausführungskomitees. Außerdem ist er Ehrenmitglied der ökumenischen Stiftung der katholischen Kirche Pro Oriente in Wien und vieler anderer ökumenischer Organisationen. Bei seinem Besuch im Vatikan am 26. Januar 1997 unterschrieb er eine gemeinsame ökumenische Deklaration mit Papst Johannes Paul II. An dessen Begräbnisfeierlichkeiten 2005 im Rom nahm er persönlich teil.

### Politische Stellungnahmen
Ende August 2006 bezeichnete Aram I. die Beteiligung türkischer Truppenteile an der UNIFIL-Truppe im Südlibanon auf Grund des Völkermordes an den Armeniern im osmanischen Reich 1915–1918 als „moralisch inakzeptabel“.